# 제테르송 아우베스 두스 산투스
제테르송 아우베스 두스 산투스(포르투갈어: Getterson Alves dos Santos, 1991년 5월 16일 ~ )는 통상 제테르송(포르투갈어: Getterson)이라고 불리는 브라질 축구 선수로, 포지션은 윙어이다. 2021년 현재 타이 리그 1의 치앙라이 유나이티드에서 활약하고 있다.